# Ковалёв, Андрей Владимирович (политик)
Ковалёв Андрей Владимирович (род. 18 февраля 1975, Шахты, Ростовская область) — российский муниципальный служащий, бывший глава администрации города Шахты Ростовской области.

## Биография
Родился 18 февраля 1975 года в городе Шахты Ростовской области.
В 1999 году Андрей Ковалёв окончил Южно-Российский государственный технический университет по специальности «Горный инженер». В том же году начал трудовую деятельность, работал главным специалистом, заместителем начальника Управления коммунального хозяйства мэрии Шахт. С 2002 по 2008 год занимал различные должности в сфере жилищно-коммунального хозяйства города. С 2008 года работал начальником отдела по реформированию жилищно-коммунального хозяйства администрации города Шахты, в 2009 году назначен заместителем главы Администрации города Шахты.
В 2012 году года работал заместителем главы Администрации по жилищному хозяйству, транспорту и связи Администрация города Донецка. В сентябре 2012 года назначен на должность заместителя министра жилищно-коммунального хозяйства Ростовской области.
С 3 октября 2015 года по 29 июня 2018 года — Глава Администрации города Донецка.
29 июня 2018 года Решением городской Думы города Шахты назначен на должность Главы Администрации города Шахты.
6 октября 2020 года Решением городской Думы города Шахты был переизбран на должность Главы Администрации города Шахты
25 января 2023 года досрочно сложил полномочия Главы Администрации города Шахты
С 29 июня 2018 года по 25 января 2023 года — Глава Администрации города Шахты